# Madeleine Peyroux
 (mars 2019).
Pour les articles homonymes, voir Peyroux.
Madeleine Peyroux est une chanteuse de jazz américaine née le 18 avril 1974 à Athens en Géorgie aux États-Unis. Elle grandit à New York et à Paris.

## Biographie
Madeleine Peyroux est découverte en 1996 à l'âge de 22 ans quand son premier album Dreamland gagne l'intérêt de nombreux observateurs. Pendant sept ans, elle contribue au travail d'autres artistes tout en passant la majeure partie de son temps à Paris. Il faut attendre 2004 pour que sorte son deuxième album, Careless Love.
En août 2005, s'inquiétant de la voir disparaître à nouveau, sa maison de disques Universal Classics engage un détective privé. Elle est rapidement retrouvée à New York avec son manager.

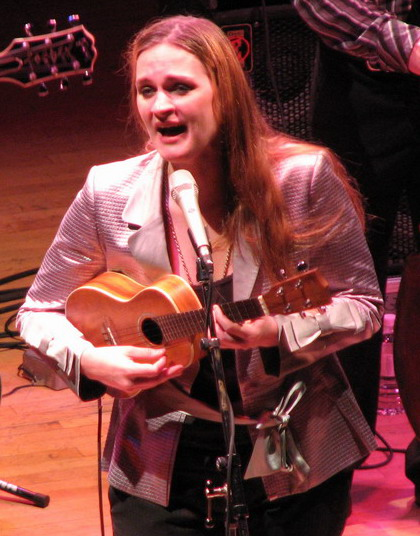
En 2008.

On peut l'apercevoir, chantant sur la scène d'un bar de Las Vegas la chanson Dance Me to the End of Love de Leonard Cohen, dans le film Lucky You sorti en 2007. Cette chanson, tirée de son disque Careless Love, se retrouve sur la bande originale du film. Cette même chanson se retrouve dans le jeu vidéo The Saboteur sorti en 2009.
En 2009, elle donne deux concerts à Paris, le premier à l'Olympia les 4 et 5 mai et le second au Casino de Paris le 17 novembre.
Sa voix légèrement enrouée, à la fois nonchalante et intimiste, n'est pas sans évoquer celle de Billie Holiday. Elle est d'ailleurs très inspirée par le jazz et le blues d'avant-guerre.

## Récompenses
- 2005 : Victoires du jazz dans la catégorie Artiste ou formation international(e) de l'année.

## Discographie

### Albums studio
- 1996 - Dreamland
- 2004 - Got You on My Mind (avec William Galison)
- 2004 - Careless Love
- 2006 - Half The Perfect World
- 2009 - Bare Bones
- 2011 - Standing On The Rooftop (en)
- 2013 - The Blue Room
- 2016 - Secular Hymns
- 2018 - Anthem
- 2024 - Let’s Walk

### Compilations
- 2014 - Keep Me in Your Heart For a While: The Best of Madeleine Peyroux

## Vidéographie
- 2009 - Somethin' Grand (Concert enregistré à Los Angeles en janvier 2009)

## Collaborations
- 2008 : Angelo Badalamenti, Careless Love (une chanson sur la BO du film The Edge of Love) ;
- 2014 : chant sur l'album The Gypsy Queens de The Gypsy Queens
- 2017 : elle interprète La Javanaise dans le film La Forme de l'eau de Guillermo del Toro[8].